# 牧野秀章
牧野 秀章（まきの ひであき）は、北海道放送（HBC）のアナウンサー。

## 人物
静岡県富士宮市出身。
1993年入社。血液型はAB型。
趣味は、水泳、アウトドア、魚の飼育。